# Marius de Romanus
Marius de Romanus è un personaggio della saga delle Cronache dei vampiri di Anne Rice. Appare per la prima volta in Scelti dalle tenebre dove è il mentore di Lestat de Lioncourt
Ricompare successivamente in numerosi altri libri delle Cronache dei vampiri. Per duemila anni Marius ha sostituito l'Anziano per custodire la Coppia Reale, Akasha ed Enkil, "Coloro-che-devono-essere-conservati" dedicando la sua esistenza a questo compito. È un vampiro antichissimo: risale ai tempi dell'antica Roma. Nato da padre romano e madre gallica, eredita da quest'ultima l'altezza imponente, i capelli biondi e gli occhi azzurri. All'età di circa 25 anni conosce Lydia (successivamente chiamata Pandora), il suo grande amore, 15 anni più giovane e in seguito trasformata da lui stesso in vampira.
Questo personaggio, nel romanzo a lui dedicato Il vampiro Marius, soddisfa l'avida curiosità del vampiro Thorne, risvegliatosi da un sonno millenario e in cerca di una guida che lo reintroduca nel mondo attuale, narrandogli la propria vita, un resoconto che diviene appassionata cronaca dei suoi amori, delle sue sofferenze e dei segreti finora mai svelati. Nel film La regina dei dannati è interpretato dall'attore Vincent Pérez.